# Buckeye Mart
Buckeye Mart was een regionale discount-warenhuisketen in de Amerikaanse staat Ohio. De keten was actief tussen begin jaren 1960 en 1978.

## Geschiedenis
Buckeye Mart ontstond in de vroege jaren 1960 in Ohio, onder de vleugels van Gamble‐Skogmo, Inc., een grote Amerikaanse retailholding, als antwoord op de toenemende vraag naar goedkopere winkelketens. In 1966 voegde Gamble‐Skogmo haar keten Cussins & Fearn uit Ohio met haar Buckeye Mart‑winkels samen in hun retaildivisie. In 1971 werd Buckeye Mart samengevoegd met een andere discount-warenhuisketen, Tempo Discount, met winkels in het Midwesten. In 1974 werden winkels hernoemd tot Tempo‑Buckeye.
Eind jaren 1970 raakte de Tempo‑Buckeye‑divisie in verval. In 1978, toen de keten 45 filialen telde,  werd de keten geliquideerd, waarbij 19 winkels overgingen naar Fisher's Big Wheel en de overige winkels naar Rasco‑Tempo. In augustus 1980 werd Gamble‑Skogmo, de moedermaatschappij, overgenomen door Wickes, waarna de overgebleven Rasco‑Tempo-winkels uiteindelijk in 1982 definitief hun deuren.